# Keeley Hawes
Keeley Clare Julia Hawes (Londres, 10 de fevereiro de 1976) é uma atriz inglesa, conhecida por diversos papeis na televisão, especialmente o de Zoe Reynolds na série de drama da BBC One Spooks (2002-2004).
Hawes teve sua primeira aparição pública no início da década de 1990, na série Troublemakers, e na série de época da BBC, The Moonstone; desde então apareceu em diversas outras obras de drama para a televisão, incluindo Karaoke (BBC One/Channel 4, 1995), de Dennis Potter, e Othello (ITV, 2001). Desempenhou o papel da jovem Diana Dors no filme biográfico Blonde Bombshell (1999) e Nicola Graham no drama da ITV After Thomas (2006). Está em sua segunda temporada como inspetora Alex Drake na série dramática da BBC, Ashes to Ashes (2008-atualmente), a sequência de Life on Mars, e atualmente é o rosto dos produtos cosméticos Boots No 7 (2008).
Hawes também é conhecida por dar voz à personagem de videogame Lara Croft desde o lançamento de Tomb Raider: Legend, em 2006. Em 2008 foi indicada para um "Video Game Award" do Spike por Melhor Performance de uma Humana.
Em 2018 fez o papel de Julia Montague, uma poderosa e ambiciosa política na série da BBC (e exibida na Netflix) Segurança em Jogo.

## Biografia
Hawes nasceu em Marylebone, Londres, filha de um motorista de táxi (Hackney carriage). Estudou na Sylvia Young Theatre School, onde teve dez anos de aulas de elocução.
Hawes tem um filho, Myles, com o cartunista Spencer McCallum, com quem se casou em dezembro de 2001, em Westminster. Separam-se oito semanas mais tarde, quando Hawes começou um relacionamento com seu companheiro de atuação em Spooks, Matthew Macfadyen. Hawes descreveu o seu divórcio como 'horrendo - no mesmo patamar da morte como uma das piores coisas que podem acontecer', e lembra do episódio dizendo 'o que não mata você lhe fortalece.' Casou-se com Macfadyen em 8 de outubro de 2004, em Richmond-upon-Thames, e sua primeira filha, Maggie, nasceu dois meses depois. Seu segundo filho, Ralph, nasceu em setembro de 2006.
Em 2002, depois de trabalhar na versão televisiva de Tipping the Velvet, Hawes declarou em entrevistas para a revista Diva e The Radio Times que ela é bissexual. Posteriormente, num artigo da revista Radio Times, ela comentou a respeito do assunto, dizendo: "Talvez o que eu tenha tido a intenção de dizer é que todo mundo é um pouco bissexual. Eu fui casada duas vezes - ambas com homens."

## Carreira
Hawes estrelou diversas adaptações bem-sucedidas de romances clássicos e modernos, incluindo Tipping the Velvet (BBC Two, 2002), Wives and Daughters (1999), Our Mutual Friend (1998) e Under the Greenwood Tree (2005).
Entre os filmes nos quais de destacou estão The Avengers (1998), The Last September, Complicity (2000) e A Cock and Bull Story (2006), além de dois videoclipes, para os singles "Saturday Night", da banda Suede, e "She's a Star", da banda James.
Em 23 de fevereiro de 2006 revelou-se que Hawes havia substituído Jonell Elliott como a voz de Lara Croft. Ela incorporou a personagem da aventureira da Eidos Interactive em Tomb Raider: Legend, agora sob o comando da Crystal Dynamics, e repetiu o papel no remake de 2007 do jogo original, em Tomb Raider: Anniversary, novamente em Tomb Raider: Underworld, de 2008 e confirmada no primeiro spin-off da serie Lara Croft and the Guardian of Light primeiro jogo da Série sem o nome de Tomb Raider.
Em Vicar of Dibley (2 episódios, 2006-07), ela interpretou Rosie, a irmã de Harry (Richard Armitage), que eventualmente se casa com Geraldine (Dawn French).
Também foi escalada como Jane na comédia Death at a Funeral, de 2007, onde interpreta a esposa compreensiva de seu marido na vida real, Matthew Macfadyen, que tem o funeral de seu pai transformado num desastre.
Em 2008 Hawes estrelou no filme Flashbacks of a Fool, com Daniel Craig, onde interpretou a versão adulta de sua irmã mais nova, Jessie. Em setembro de 2008 começou a filmar a segunda série de Ashes to Ashes, série para a qual a revista Glamour lhe presenteou com o prêmio de "Melhor Atriz de Televisão" nos Woman of the Year Awards de 2008. Também foi indicada para um "TV Choice Award", pelo mesmo papel.
Em 2018 fez o papel de Julia Montague, uma poderosa e ambiciosa política na série da BBC (e exibida na Netflix) Segurança em Jogo.

## Filmografia

### Televisão
- Forever Green (1989), Carol
- Troublemakers (1990), Mandy
- Talking to Strange Men (1992), Sarah Mabledene
- The Moonstone (1996), Rachel Verinder
- Cold Lazarus (1996), Linda Langer
- Pie in the Sky (1996), Stella Jackson
- Karaoke (1996), Linda Langer
- Heartbeat (1996), Michelle
- The Beggar Bride (1997), Angela Harper
- Our Mutual Friend (1998), Lizzie Hexam
- The Cater Street Hangman (1998), Charlotte Ellison
- The Blonde Bombshell (1999), Diana Dors jovem
- Wives and Daughters (1999), Cynthia Kirkpatrick
- Hotel! (2001), Tricia
- Murder in Mind (2001), Deborah
- Othello (2001), Dessie Brabant
- A Is for Acid (2002), Gillian Rogers
- Me and Mrs Jones (2002), Jane
- Tipping the Velvet (2002), Kitty Butler
- Spooks (2002-04), Zoe Reynolds
- Lucky Jim (2003), Christine Callaghan
- The Canterbury Tales (2003), Emily
- Sex & Lies (2004), Kate
- The Murdoch Mysteries (2004), Dr. Julia Ogden
- ShakespeaRe-Told - Macbeth (2005), Ella Macbeth
- Marple: A Murder Is Announced (2005), Philippa Haymes
- Under the Greenwood Tree (2005), Fancy Day
- The Best Man (2006), Kate Sheldrake
- After Thomas (2006)), Nicola Graham
- The Vicar of Dibley (2 episódios, 2006-2007), Rosie Kennedy
- Ashes to Ashes (2008 em diante), Alex Drake
- Mutual Friends (2008), Jen
- Identity (2009), DSI Martha Lawrence

### Cinema
- The Avengers (1998), Tamara
- The Last September (1999), Lois Farquar
- Complicity (2000), Yvonne
- Chaos and Cadavers (2003), Samantha Taggert
- A Cock and Bull Story (2005), Elizabeth
- Death at a Funeral (2007), Jane
- The Bank Job 2008, Wendy Leather
- Flashbacks of a Fool 2008, Jessie adulta

### Video games
- Tomb Raider: Legend (2006) (voz), Lara Croft
- Tomb Raider: Anniversary (2007) (voz), Lara Croft
- Tomb Raider: Underworld (2008) (voz), Lara Croft
- Tomb Raider: Underworld LS (2009) (voz), Lara Croft's Doppelganger
- Lara Croft and the Guardian of Light (2010) (voz), Lara Croft
- Lara Croft and the Temple of Osiris (2014) (voz), Lara Croft